# Ruggero Sanseverino (arcivescovo)
Ruggero Sanseverino (1302 – 1348) è stato un funzionario e arcivescovo italiano.
Appartenente alla potente famiglia dei Sanseverino, fu arcivescovo di Bari e di Salerno. 
In precedenza assunse anche la funzione di cappellano di papa Benedetto XII.

## Biografia
Ruggero nacque nel 1302 circa, dal ramo della famiglia Sanseverino, conti di Marsico e di Tricarico. Era probabilmente figlio di Tommaso II e della sua terza moglie Sveva d'Avezzano, dei cui figli ne riconobbe solo alcuni.

### La nomina di Arcivescovo di Bari
Fu prima canonico della cattedrale di Napoli e cappellano di papa Benedetto XII, per poi essere promosso arcivescovo di Bari, fra il 4 ottobre 1336 e il 24 marzo 1337, periodo della sua elezione. Quest'ultima venne confermata dallo stesso Benedetto XII, per essere poi consacrato a Roma da Pietro Després (cardinale Prenestino), con dispensa per il difetto di età e di ordini.
Nel 1339, grazie ai buoni rapporti fra i Sanseverino e Roberto d'Angiò, gli venne concesso di prolungare una storica fiera da tre a sette giorni. La fiera si celebrava a Bari dal 1291, per concessione di Carlo Martello d'Angiò, dopo la consacrazione della cattedrale da parte dell'allora arcivescovo Romualdo Grisone. Nel 1340 venne consacrata la Chiesa di Santa Chiara a Napoli, fondata da re Roberto d'Angiò: secondo un'epigrafe che ricorda l'evento, esposta sulla facciata del campanile, a partecipare alla consacrazione fu anche Roberto Sanseverino, assieme ai vescovi di Brindisi, Trani e Amalfi, tra quelli citati.

### I rapporti con gli Angioini
I favori reali furono confermati, quando vennero concesse a Sanseverino, nel 1341, delle decime sulle entrate della bagliva della città di Gioia del Colle. Invece, è probabile che l’attribuzione a Sanseverino dei titoli di logoteta e gran protonotario del Regno risalga all’inizio del regno di Giovanna I e non agli ultimi anni del predecessore, morto nel gennaio del 1343, che aveva lasciato scoperte tali cariche affidandole (dopo la scomparsa di Bartolomeo da Capua nel 1328) a sostituti. I due ruoli furono ricoperti da Ruggero Sanseverino dal 6 al 20 aprile del 1344, nonostante essi contribuissero alla gravità fiscale della città di Bari. In quanto protonotario e logoteta, Sanseverino è citato anche in un paio di documenti del 9 luglio e 21 dicembre 1346, e in un diploma del 7 ottobre dello stesso anno, che riguardano la punizione dei responsabili dell’assassinio del principe Andrea d'Ungheria, morto il 18 settembre 1345. Partecipò all'incoronazione della regina Giovanna I, nella basilica di Santa Chiara, il 28 agosto 1344, celebrata dal legato apostolico Aimeric de Châtelus, a conferma della fedeltà alla corte francese.
Nel luglio del 1346, a seguito di un ordine emanato dal giustiziere di Terra di Bari, di inviare un contingente di 100 fanti e di 20 cavalieri baresi alla difesa di Barletta, che si temeva potesse essere attaccata dalle truppe del re Luigi d'Ungheria, fratello di Andrea, gli abitanti di Bari insorsero. Molto probabile fu l'intercessione dell'arcivescovo Sanseverino affinché l'ordine venisse annullato dalla regina, e far sì che le suppliche fossero accolte.

### Gli anni di arcivescovato a Bari
Secondo la tradizione storiografica locale, l'arcivescovo Sanseverino nonostante fosse frequentemente assente dalla sede, esercitava prevalentemente la sua funzione attraverso l’operato di vicari generali, come Giovanni de Dalfio, canonico barese, il quale il 26 agosto 1343 emanò una sentenza in favore del monaco benedettino Giacomo de Adria, abate del convento di San Giorgio del Golfo, della diocesi di Cattaro, che dipendeva da Bari. Il 28 aprile 1339, il canonico della cattedrale Goffredo de Corticio, nominò Ruggero suo esecutore testamentario, riservandogli l’assegnazione di un legato; Il 1º luglio 1339, Marino de Corticio, canonico di S. Nicola, e forse imparentato con Goffredo, incaricò l’arcivescovo di scegliere il sacerdote destinato a celebrare le messe di suffragio.
Altri legati gli furono attribuiti dai testamenti di Nicola de Spina e della vedova Churagayta, e da Giovanni Bonicordis, canonico di S. Nicola, per il quale Ruggero garantì presso la curia pontificia l’esatta esecuzione di un suo lascito, riguardante la costruzione di una cappella all’interno della basilica e le eventuali alternative.L’arcivescovo Ruggero offrì tredici volte l’anno il pranzo ai canonici di Bari, per accoglierli e farli ambientare al meglio nella sua sede,come voleva la tradizione.
Sanseverino s'interessò alla tutela del patrimonio e dei diritti della Chiesa di Bari. Al 27 agosto 1341, risale una richiesta di intercessione, dell'arcivescovo, inviata a Caterina II di Valois-Courtenay, vedova di Filippo I d'Angiò, principe di Taranto. Sanseverino voleva impedire gli abusi praticati dai funzionari reali nei confronti degli abitanti di Santeramo, poiché come vassalli, dipendevano dall'arcidiocesi Bari. Sanseverino si assicurò, anche per la quantità dei ricavi che ne derivavano, le decime giornaliere sui proventi della dogana di Bari e, durante le festività per la Domenica delle palme, il prelievo annuale per l’acquisto di cento libbre di cera, destinate a illuminare la cattedrale durante la Pasqua. A tale scopo, fu designato come suo procuratore, nel 1348 e nel 1350, l’arciprete Angelo de Pollica.
Sanseverino continuò i lavori di restauro della cattedrale, facendo rivestire di piombo la cupola e costruire il nuovo tetto della navata. Donò oggetti sacri, rinnovò e abbellì il reliquiario nel quale si conservava il braccio del patrono, San Sabino, utilizzando anche l’anello usato per la propria consacrazione ad arcivescovo. 

### Arcivescovo di Salerno
Il 23 maggio 1347, Ruggero fu traslato da Clemente VI alla sede arcivescovile di Salerno, rimasta vacante per la morte di Benedetto de Palmerio. Il suo posto a Bari venne preso da Bartolomeo Carafa. Il suo trasferimento fu dovuto anche la crisi dinastica conseguente all’assassinio del principe Andrea d'Ungheria. Il 29 ottobre, Clemente VI lo autorizzò a sciogliere dalla scomunica, insieme con il vescovo di Cassino, i chierici che avevano favorito il matrimonio fra Giovanna I d’Angiò e Luigi di Taranto, celebrato nell’agosto del 1347 senza il preventivo consenso papale.
Giovanna d’Angiò e Luigi di Taranto, dopo l’ingresso, a Napoli, di Luigi d’Ungheria, fuggirono in Provenza. Roberto Sanseverino giocò un ruolo fondamentale nei rapporti col nuovo re, attenuando i timori degli altri membri della casata Sanseverino, favoriti dagli angioini, a cui giurarono fedeltà. Roberto fu accolto a corte con la nomina di consigliere del re e suo protonotario. Nel giro di pochi mesi, re Luigi partì per l’Ungheria, nel 1348, a causa dell’aggravarsi del conflitto con Venezia, per il controllo della Dalmazia, e della peste.
Ruggero Sanseverino morì intorno al settembre del 1348. Il 2 ottobre la Cattedrale di Salerno venne dichiarata sede vacante, «per mortem [...] domini Rogerii».L'arcivescovo francese Bertrando de Castronovo, traslato il 7 gennaio 1349 dalla sede arcivescovile di Taranto, divenne suo successore.

## Genealogia episcopale
La genealogia episcopale è:
- Cardinale Niccolò Alberti
- Cardinale Pierre des Prés
- Arcivescovo Ruggero Sanseverino